# Hører
Hører er en ældre betegnelse for en underordnet lærer ved en latinskole. Betegnelsen blev brugt til omkring 1800, men den blev efter reformen af latinskolen i 1805-09 erstattet af titlen adjunkt. Samtidig blev der stillet højere krav for at opnå titlen.